# Tephritites australis
Tephritites australis är en tvåvingeart som först beskrevs av Mario Bezzi 1924.  Tephritites australis ingår i släktet Tephritites och familjen borrflugor. Inga underarter finns listade i Catalogue of Life.